# 宮崎市立古城小学校
宮崎市立古城小学校（みやざきしりつ ふるじょうしょうがっこう）は、宮崎県宮崎市古城町にある公立の小学校。

## 概要
- 児童数 - 122名（2016年度）

## 沿革
- 1873年 - 創立。
- 1885年 - 本校を廃止し、大田小学校の分校となる。
- 1887年 - 分校を廃止し、古城小学校となる。
- 1892年 - 大淀村立大淀小学校古城分教場となる。
- 1910年 - 大淀村立古城尋常小学校となる。
- 1916年 - 町制施行により、大淀町立古城尋常小学校に改称。
- 1920年 - 鳥原ツルが校長に就任。日本初の女性校長ともされるが異論もある（鳥原ツル#「日本初の女性校長」の称号について）
- 1924年 - 大淀町が、宮崎町・大宮村と合併し、宮崎市が発足。宮崎市立古城尋常小学校に改称。
- 1941年 - 宮崎市立第五宮崎国民学校に改称。
- 1947年 - 学制改革により、宮崎市立古城小学校に改称。

## 通学区域
古城小学校の通学区域には以下の区域が指定されている。
- 大字恒久の一部
- 大坪町の一部
- 薫る坂
- 北川内町の一部
- 古城町の一部